# フキ・プランニング
有限会社フキ・プランニング（Fuki Planning）は、「モペット」の製造販売、自動車内装、オーダーメイドシューズの製作などを手掛ける企業である。

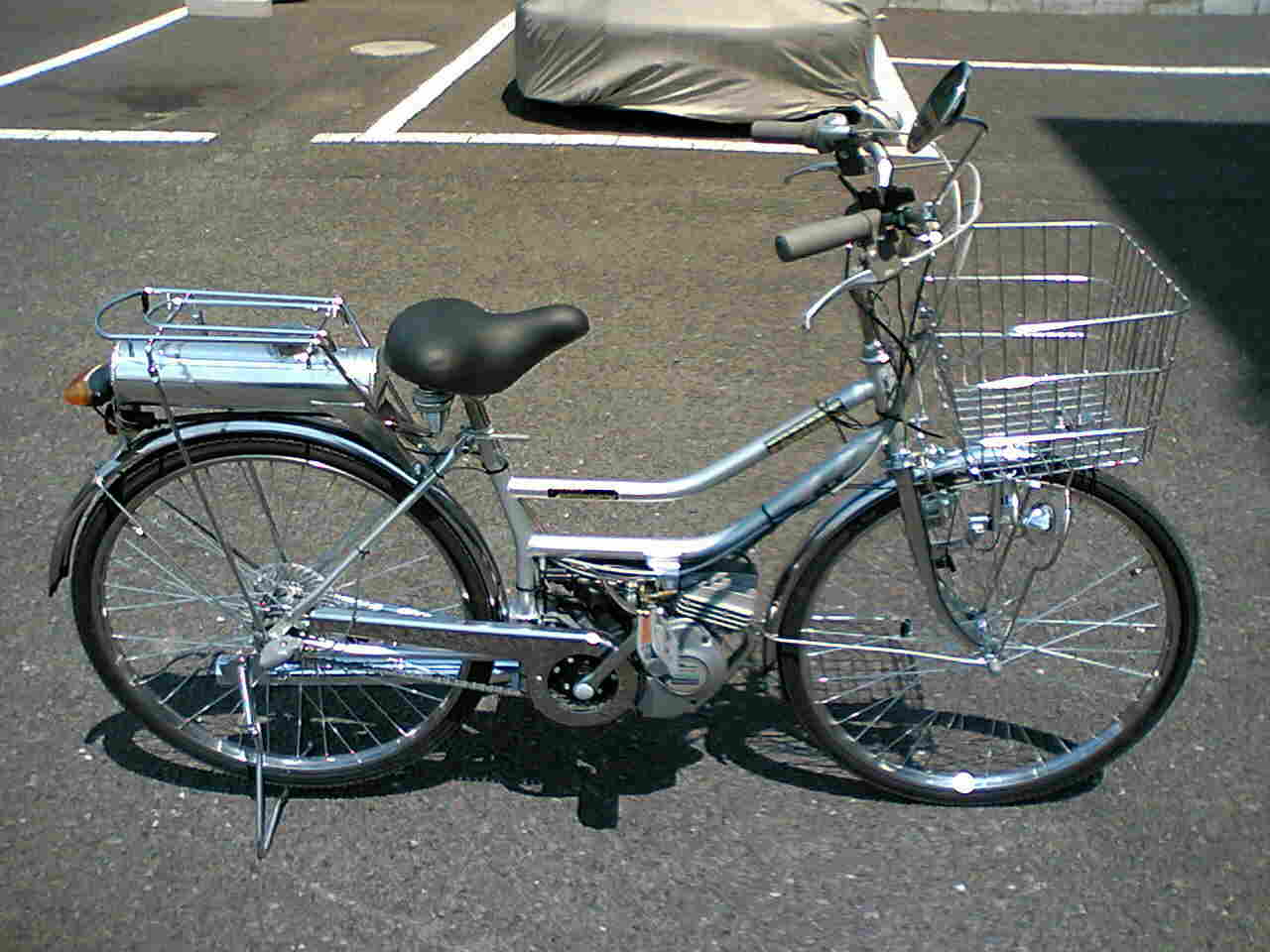
FK310DX

## 概要
神奈川県横浜市瀬谷区に本社を置き、代表取締役は畔柳富士夫（くろやなぎ ふじお）。創業は1978年8月17日で、従業員は8名である。同社の主力製品はモペッドのFK310シリーズである。同車は主に中国に輸出されているが、日本国内でも販売されている。
近年では、「FK310シリーズ」「スピードスケート用シューズ」に加え、卓上足踏み式消毒ポンプスタンド「i-MOZON」 など、長年の物作りを生かした商品も販売している。

## 事業
3つの部門に分かれている。以下の通り
- 設計製造加工部門
  - 自社モペットバイク「FK310」製造・販売
  - スピードスケート用シューズの製作
  - レーシングカーの委託設計製作
  - 自動車用品委託製造
- ポケットバイク部門
  - 自社ポケットバイク「ブリット」製造・販売（※生産終了）
  - 遊園地用乗り物委託開発製造
- 自動車用部品部門
  - 自動車用ステアリングとバケットシートの委託製造
  - 自動車メーカーの試作車輌内装試作・ショーモデル車輌製作

## 沿革
- 1975年 - ポケットバイクの製造販売と自動車用品の試作開発を目的に独立創業[2]
- 1978年 - 法人登記
- 1983年 - 自動車用のバケットシートの試作開発をし委託製造を開始
- 1985年 - 自動車用本革ハンドルの試作開発をし委託製造を開始
- 1986年 - 自動車メーカーのモーターショー等の試作車輌の内装製作を開始
- 1987年 - USAマルコムスミス社よりオートバイ用品を輸入し営業販売を開始
- 1988年 - ジムカーナ用レーシングカーの委託設計製作を開始
- 1990年 - イタリアベーター社の高級工具の代理権を得て営業販売を開始
- 1991年 - 現在地（神奈川県）に本社及び工場を設立
- 1992年 - 本社移転登記
- 1993年 - USAクラフツマン社工具の営業販売を開始
- 1997年 - 日本スケート連盟の依頼により清水宏保、堀井学、楠瀬志保選手らの長野オリンピック用スピードスケートシューズ製作開始
- 1998年 - 第一種原動機付自転車（モペッド）FK310の製造と販売を開始

## モペッド（FK310）
高張力鋼管フレームに、ハスクバーナ・ゼノア（旧・ゼノア ← コマツゼノア）製エンジンBE30 （31.7cc、0.8ps、2サイクル混合燃料）を装備する。なお燃費は1Lあたりおよそ43㎞で、混合比40：1（ガソリン：2サイクル専用エンジンオイル）である。フレームはエンジンを吊下する為、やや形が変わっているが、自転車の構造から逸脱したものではない。タイヤ、ホイール、ブレーキ、サスペンションなど基本的な構造は自転車そのものである。
第一種原動機付自転車のナンバープレートを申請し、自賠責保険に加入することで合法的に公道を走行することができる。またオプションパーツでウインカーや内装三段変速機、大型で頑丈なスチールバスケット、積載性に優れる荷台などが装着できる（写真はそれらオプションを装着した車両である）。
最高速度は20km/hとなっているが、変速機を用いなくても30km/hまで加速する事はできる。またオプションの変速機を装着すれば、30km/hを超える速度での巡航も可能である。ペダルを併用すれば加速はスムースになり、上り坂でのパワー不足を補うこともできる。
エンジンを始動するとヘッドライトは自動点灯する。自転車モードで走行する場合は、任意に点灯することができる。

### シリーズ
FK310シリーズには、ダブルループ形のフレームを持つ標準モデルとビーチクルーザータイプのLAシリーズがあり、それぞれにオプションやデザインによるいくつかのバリエーションが存在する。

### 運転するにあたって
道路交通法上の原動機付自転車であるため、乗車用ヘルメットの装着が必要である。オプションのターンランプを装備しない場合には手信号による方向指示が必要である。その他の点も原動機付自転車の運転に準ずるが、モペッドは一般に、エンジンを始動していないペダル走行時も原動機付自転車の運転とみなされるので、注意が必要である。

## スラップスケートシューズ（MAGIC BULLET）
1997年に日本スケート連盟から、同社のカーボン加工技術が評価されオリンピック用スピードスケートシューズ製作依頼を頼まれ開発開始。長野オリンピックの本番一ヶ月前、堀井学選手をはじめとする日本代表選手の靴が完成。長野オリンピック用スピードスケートシューズの開発・製作に大きく関わった企業の1つとなった。
なお長野オリンピックの清水宏保選手の靴は革の部分だけ担当し、靴底の部分（カーボン）は東京R&Dの担当だった。ただし、選手が本番で履いた靴はスリーエス（SSS）が製作したシューズだった。しかし、ソルトレイクのワールドカップで世界記録を出したときの靴はフキ・プランニング製だった。
現在でもMAGIC BULLETブランドとし、スピードスケート用シューズのオーダーメイドは受け付けている。

## ポケットバイク（BULLET）
1975年、創立者の畔柳富士夫は自身の会社を設立し、世界初のミニチュアサイズのオートバイ（ポケットバイク）を発明した。当初はレーシングカーの部品を使用したため時速100㎞まで出せた。
ただし、「自分たちだけで技術を独占してしまうと、その後発展しなくなってしまう」という創設者本人の考えの基、特許は取得しなかった。後にポケットバイクは世界に広がり、今日でもヨーロッパで大会も開かれている。
以降、BULLET（ブリット）シリーズとし、子供用から大人まで多くのバリエーションを販売していた。エンジンはコマツゼノア製だった。